# Брюллов Карл Павлович
Карл Па́влович Брюлло́в (до 1822 року — Брюлло́; 12 (23) грудня 1799 — 11 (23) червня 1852) — російський художник франко-німецького походження, професор Петербурзької академії мистецтв (з 1836). Походив з французької родини Брюлло. Брат скульптора Олександра Брюллова.
Автор картин на історичні теми, жанрових акварелей і портретів діячів культури.
У Брюллова вчилося багато художників-реалістів, зокрема українських — Іван Сошенко, Дмитро Безперчий, Тарас Шевченко та інші.

## Життєпис

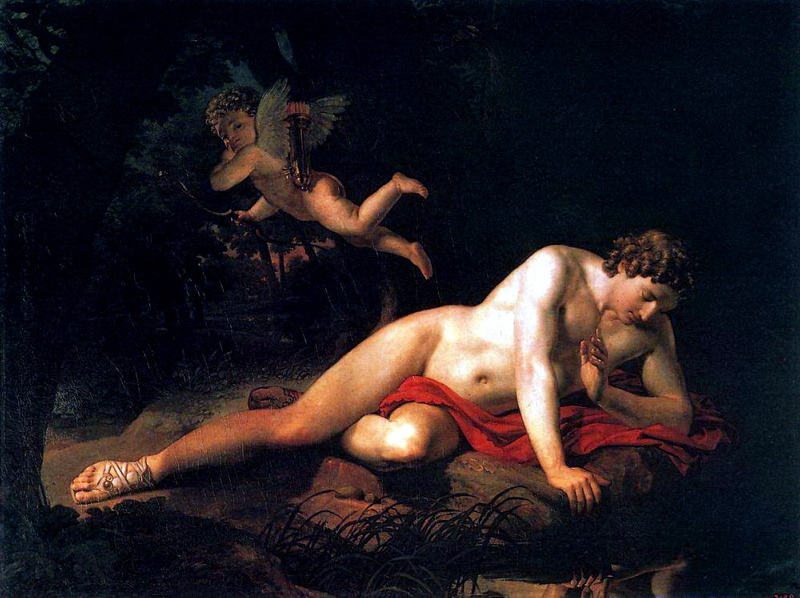
Перша картина Карла Брюллова «Нарцис»

Народився 12 (23 грудня) 1799 року в Санкт-Петербурзі у франко-німецькій родині різьбяра по дереву та гравера, академіка Пауля Георг Брюлло (1760—1833), уродженця Люнебурга.
У 1809—1821 роках займався живописом в Петербурзькій академії мистецтв. Учень Андрія Івановича Іванова. Був надзвичайно успішним студентом: він здобув Золоту медаль із класу історичного живопису. Його перша відома робота припадає на 1820 рік — «Нарцис».
У 1822 році відряджено до Італії на кошти Товариства заохочення художників. Він також відвідав Дрезден і Мюнхен, оселився в Римі. У цей час він малює такі жанрові картини: «Італійський ранок» (1823), «Італійський південь» (1827).
Навесні 1838 р. Карл Брюллов і Василь Жуковський вирішили викупити Тараса Шевченка з кріпацтва. Енгельгардт погодився відпустити кріпака за великі гроші — 2500 рублів. Щоб здобути такі гроші, Карл Брюллов намалював портрет Василя Жуковського — вихователя спадкоємця престолу Олександра Миколайовича, і портрет розіграли в лотереї, в якій узяла участь імператорська родина. Лотерея відбулася 4 травня 1838 року, а 7 травня Шевченкові видали відпускну.
Могила з великим мармуровим пам'ятником та написом «Carolus Bruloff» знаходиться близько входу на Протестантське кладовище Риму біля муру Аврелія та піраміди Цестія біля стежки, яка веде під гору, трошки навкіс наліво. До неї наявний вказівник.

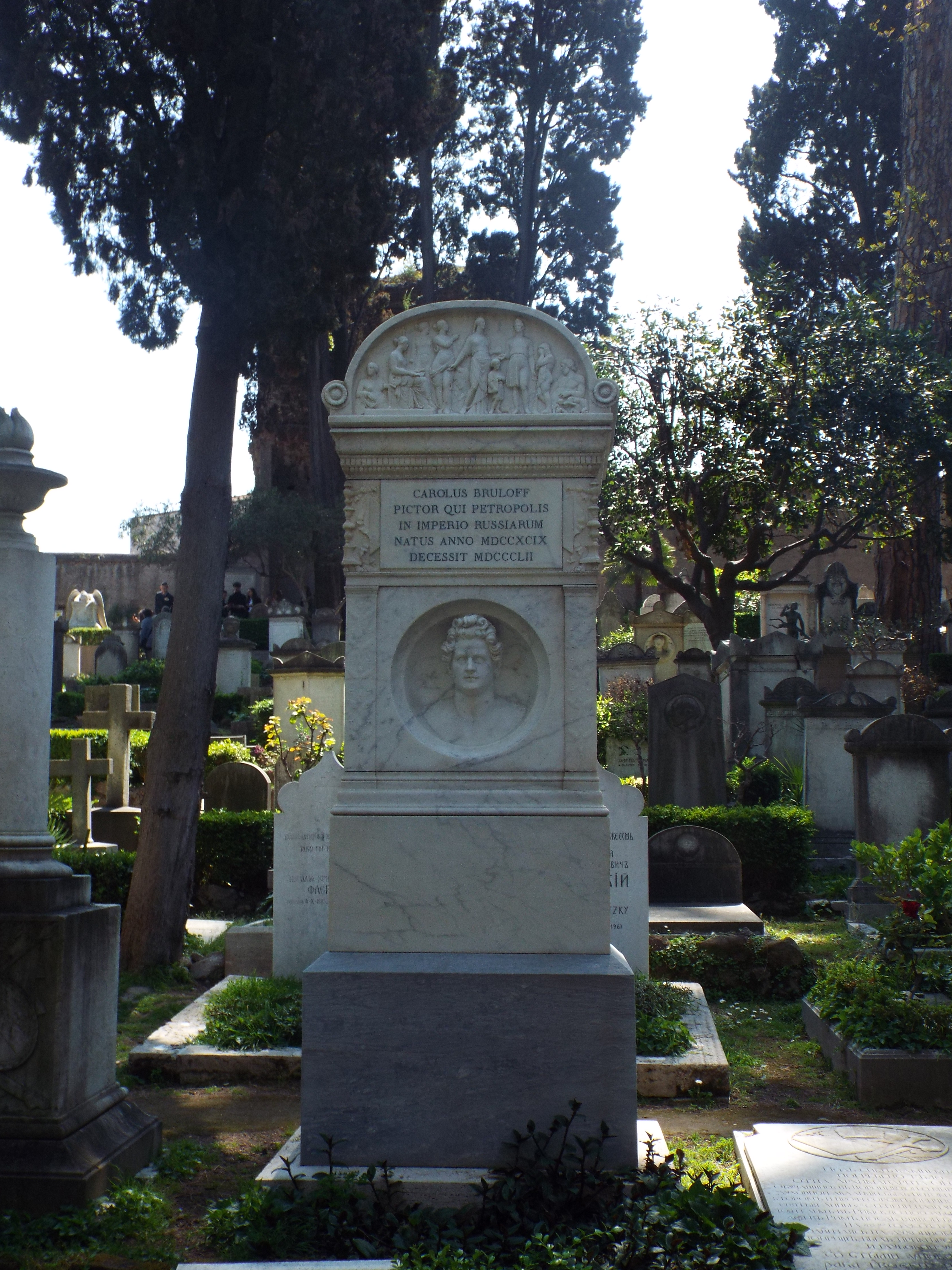
Могила Карла Брюлова на протестантському кладовищі в Римі. Фото 2019 року.

## Оцінки
Брюллов був сучасником Делакруа і Енгра; «Пліт Медузи» Жеріко написаний в 1819 році;  «Різанина на Хіосі» — в 1824, а «Свобода на барикадах» — в 1830. Таким чином, тематично творчість Брюллова не була новиною — вона сповна укладається в академічну систему, в якій Брюллов варився постійно. У портретах Брюллова є деяка імпульсивність і невловимий рух, вони приємні і нетемні за колоритом. Меланхолія, що пронизувала його пізні портрети, зближує Брюллова з романтиками.

## Вплив
Брюллов, на відміну від Пушкіна і свого друга — Глінки, не зробив настільки істотного впливу на російський живопис, як вони — на літературу і музику відповідно. Проте психологічну тенденцію брюлловських портретів можна прослідити у всіх російських майстрів цього жанру: від Крамського і Перова до Серова і Врубеля.

## Цікаві факти
- Портрет поета Василя Жуковського був написаний з метою викупу Тараса Шевченка з кріпацтва, але грошей не вистачило і друзям поета довелося збирати суму самотужки.
- Раніше його прізвище писали як Брюлло, що доводило чужоземне походження родини, яка оселилася в Петербурзі. За легендою, після створення картини «Останній день Помпеї» імператор Микола І вельможно додав до прізвища літеру «В», аби вона сповіщала іноземцям про підданого з Російської імперії і нагадувала російські прізвища. Так художник став БрюллоВим. Насправді, це сталося раніше — ще 1822 року, коли випускник академії Карл Брюллов вперше відправлявся за кордон.
- У художника і царя склалися погані стосунки. Коли той натякнув про бажання мати портрет пензля Брюллова, той довго зволікав. Але час настав і художник прибув у палац. Цар сильно запізнився і художник полегшено покинув палац, бо отримав право не писати небажаний портрет, замовлення на який йому нав'язали силоміць. Портрет так і не був створений.
- Життя в Петербурзі не склалося. Погіршилися і відносини з аристократами. Життя в столиці нічим не нагадувало улюблену Італію. Розчарований, ображений художник випрохав дозвіл виїхати в Італію знов.

За легендою, він доїхав до кордону і зняв увесь свій одяг і викинув його. На питання відповів, що не хоче брати в Італію навіть пилюку батьківщини-мачухи.

## Галерея

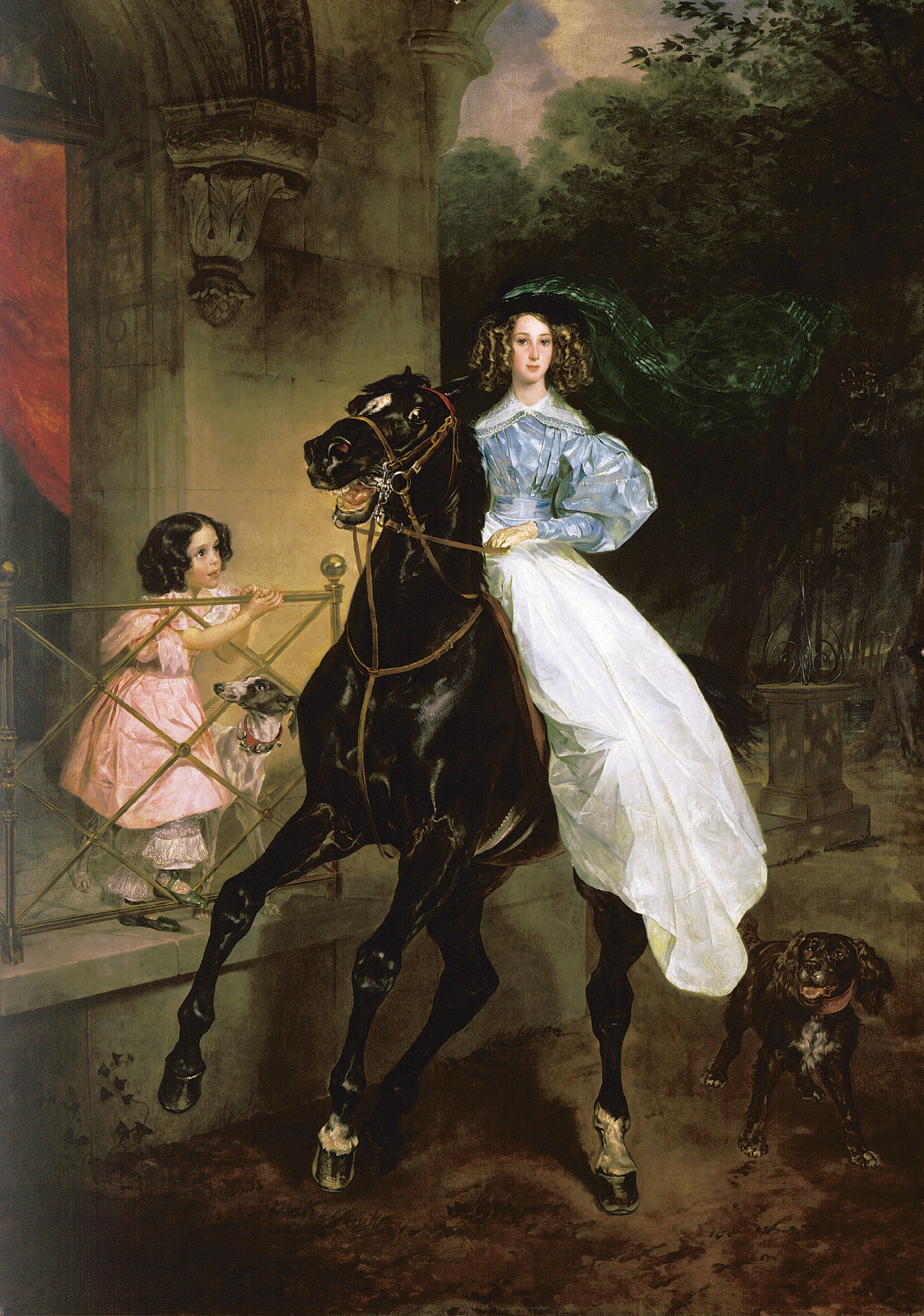
Вершниця, 1832
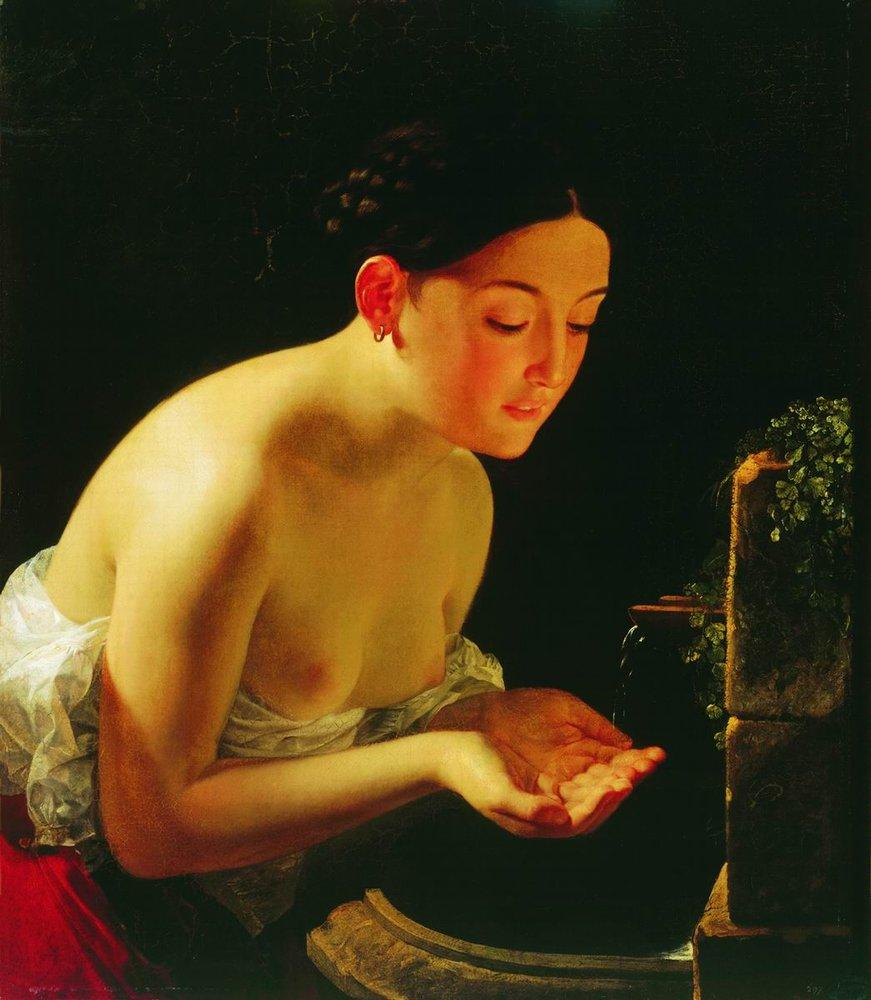
Італійський ранок (картина), 1823
Останній день Помпеї, 1833
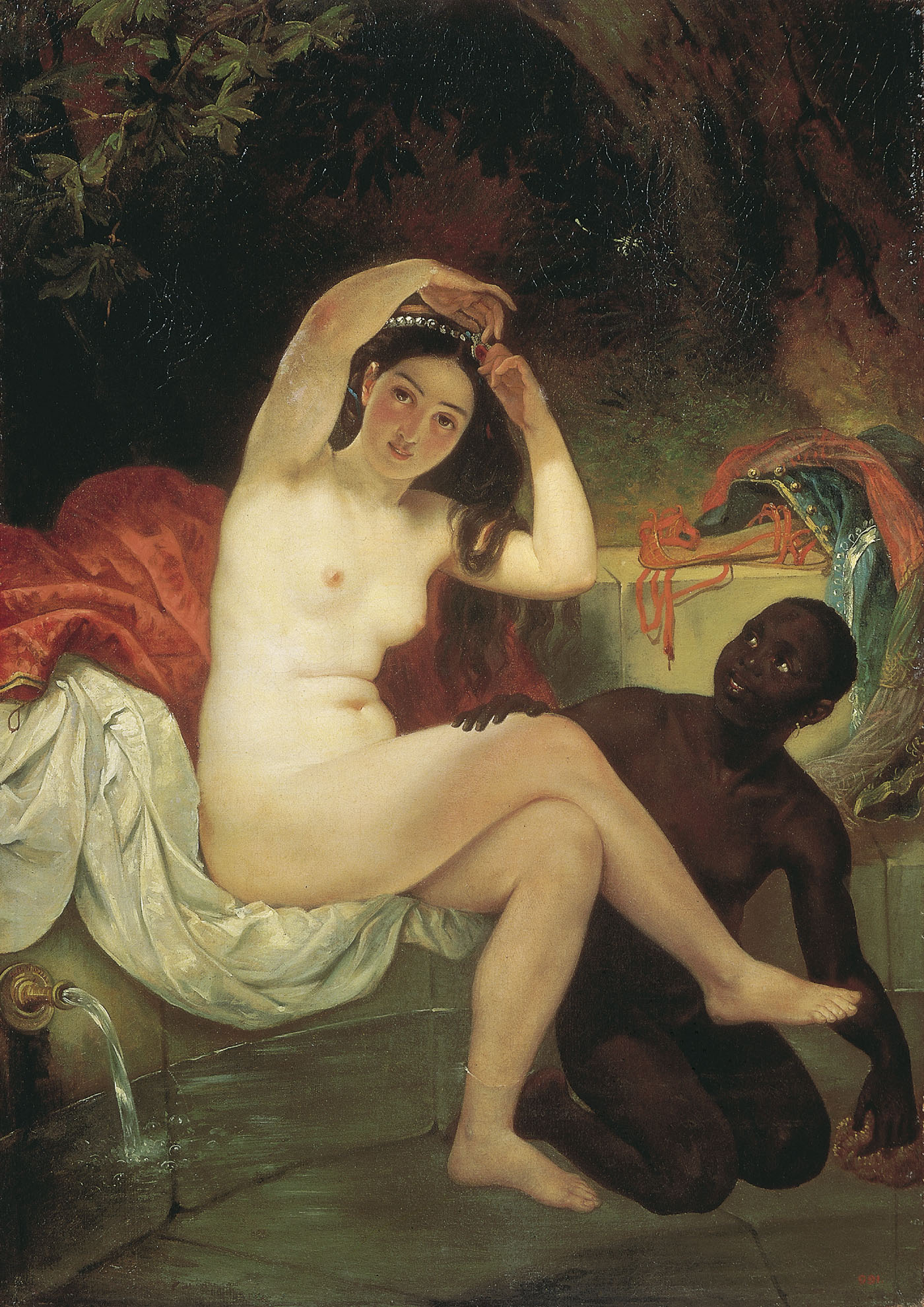
Вірсавія, 1832
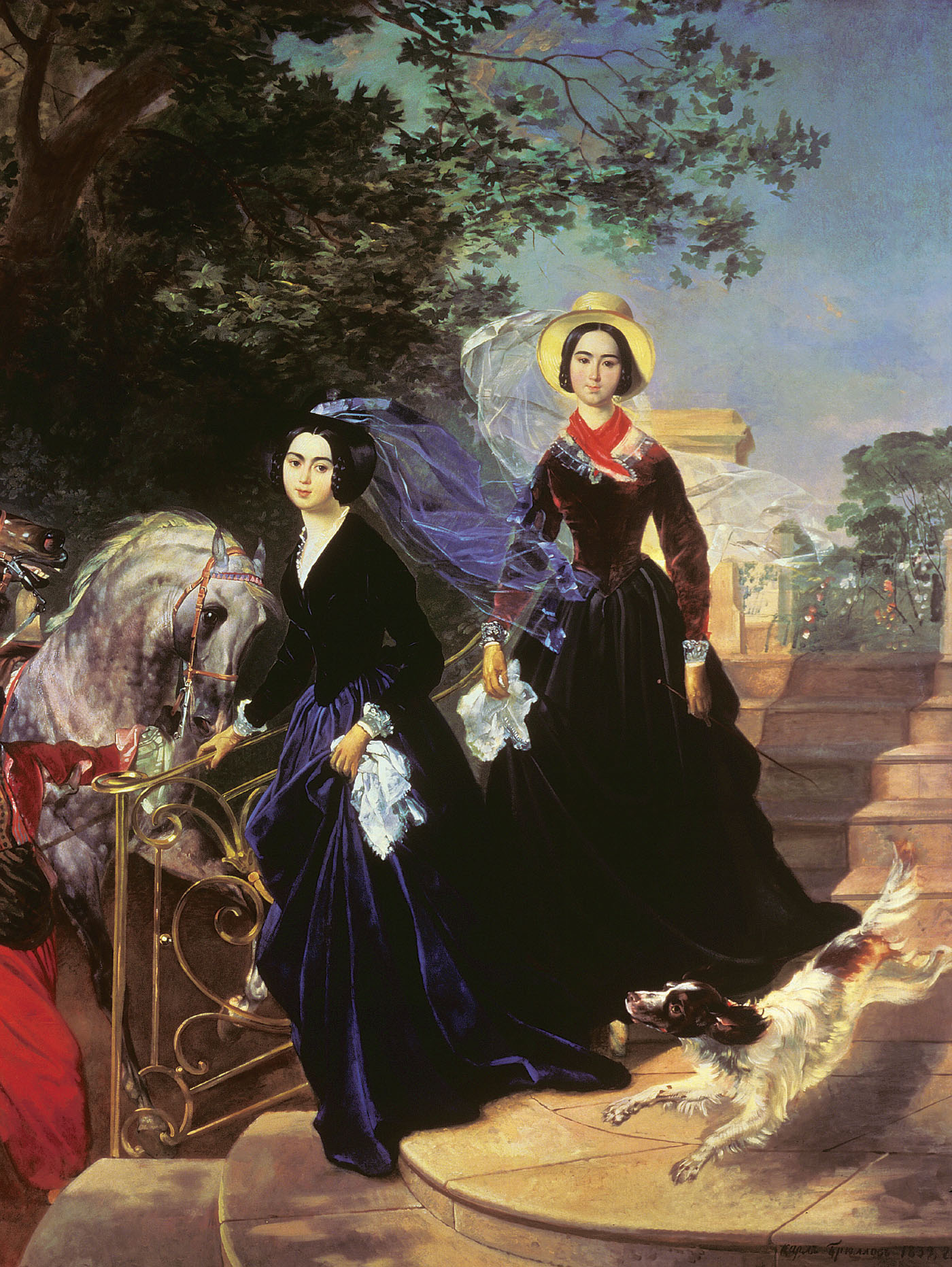
портрет сестер Шишмаревих, 1839
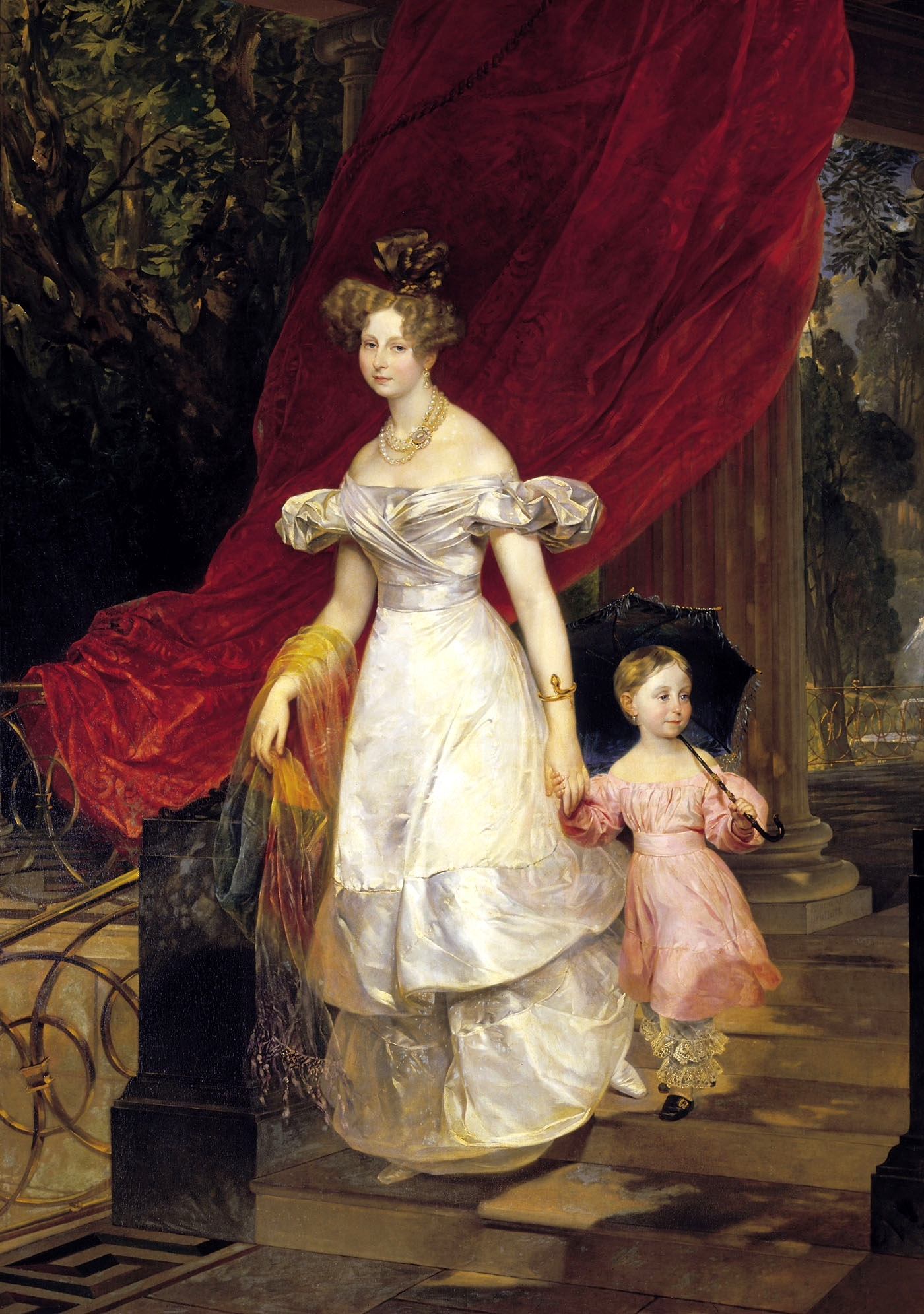
Велика княгиня Олена Павлівна з дочкою
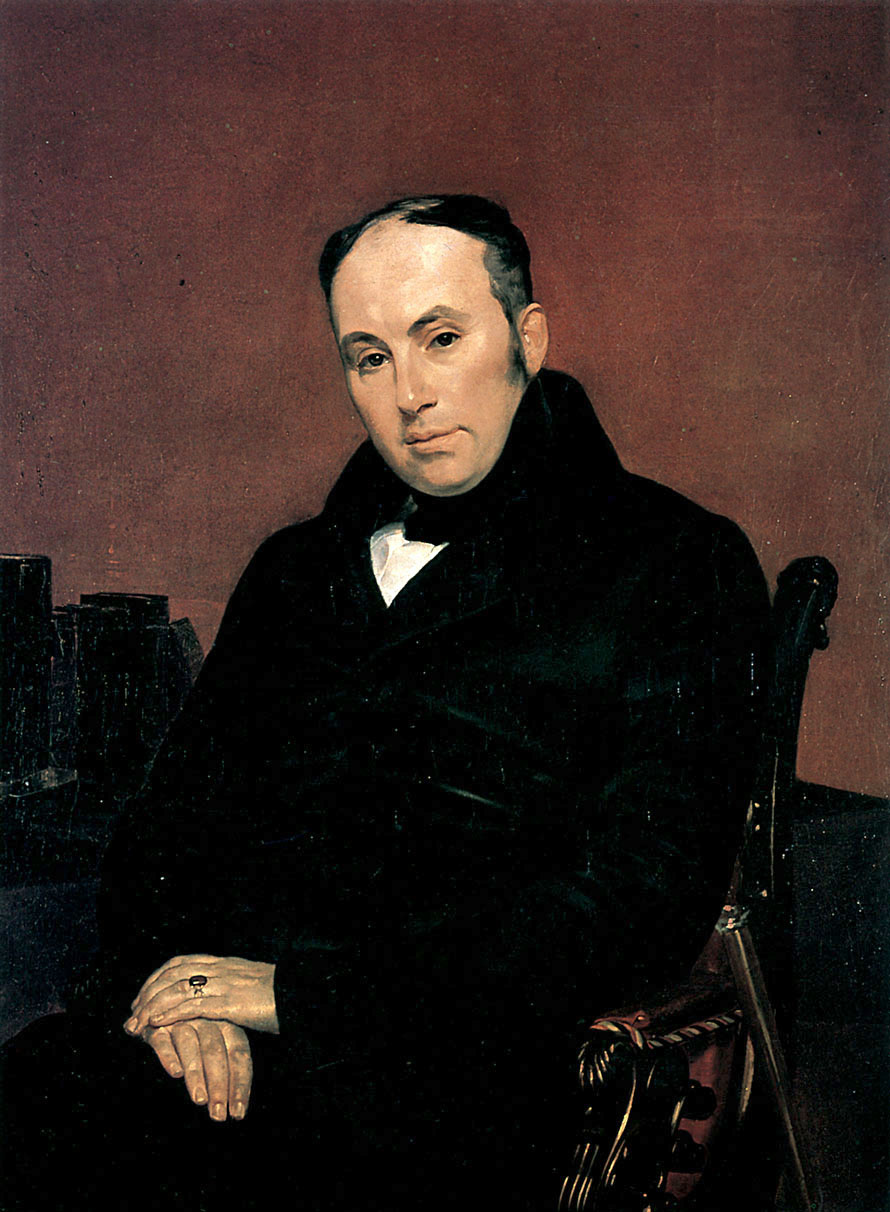
Портрет поета Василя Жуковського, 1837